# Teddy Okereafor
Teddy Okereafor, né le 11 novembre 1992, à Newham, dans le Grand Londres, au Royaume-Uni, est un joueur anglais de basket-ball. Il évolue au poste de meneur.